# Vélez-Blanco
Vélez-Blanco község Spanyolországban, Almería tartományban. Lakosainak száma 1933 fő (2024).

## Nevezetességek
A község területén található a Cueva de los Letreros nevű barlang, ahol egy többezer éves sziklarajzot tártak fel: a rajzon látható emberalakot Indalónak nevezték el, és ma egész Almería tartomány egyik jelképeként ismert.

## Földrajza
Vélez-Blanco Lorca, Vélez-Rubio, María, Puebla de Don Fadrique és Caravaca de la Cruz községekkel határos.

## Népesség
A település lakosságának változását az alábbi diagram mutatja:
| Lakosok száma | 2043 | 2051 | 2165 | 2259 | 2276 | 2064 | 1984 | 1904 | 1946 | 1933 |
|               | 2001 | 2004 | 2006 | 2009 | 2011 | 2014 | 2016 | 2019 | 2021 | 2024 |